# Csali (film)
A Csali (eredeti címe: Bait) egy 2000-es amerikai-kanadai bűnügyi akciófilm és vígjáték, amelyet Antoine Fuqua rendezett. A produkció főszerepében Jamie Foxx és David Morse. Premierje a kanadai Montréali Filmfesztiválon történt 2000. augusztus 29-én, majd szeptember 12-én kezdték vetíteni az Egyesült Államokban.
Magyarországon csak videókazettán volt elérhető 2001. augusztus 9-től.

## Cselekmény
Két férfi, Bristol és Jaster, betörnek a New York-i Federal Reserve Bankba - a világ legnagyobb aranykészletébe. Jaster a rablás közben szívrohamot kap, és ujjlenyomatot hagy, amikor megpróbál bevenni egy tablettát. Kifelé menet végignézi, ahogy bűntársa hátba lövi a megkötözött őröket. Rémülten menekül ezután a várakozó furgonnal és az ellopott arannyal. Nem sokkal később letartóztatják ittas vezetésért. A nyomozótiszt Clenteen a nyomok kiértékelése után Jasterhez megy.
Ezalatt Alvin Sanders és testvére, Stevie betörnek egy raktárba. Alvint letartóztatják, és történetesen ugyanabba a cellába kerül, mint Jaster. Ott beszélgetést folytatnak, amelyben Jaster elárulja a zsákmány rejtekhelyéről szóló információkat: "Menj a bronxi állatkertbe, semmi sem fogható a hazához". Jastert nem sokkal később Clenteen kihallgatja, és a kihallgatás során szívrohamban meghal. A hatóságok ekkor úgy döntenek, hogy Alvint ürüggyel szabadon engedik, és egy korábban beültetett chip segítségével megfigyelik - abban a reményben, hogy az aranyrablás főkolomposa, Bristol, felfigyel rá, és kicsikarja belőle az információt.
Nem telik el sok idő, és Bristol egy kis hackkel felveszi a kapcsolatot Alvinnal. Miután a rendőrök több próbálkozása is kudarcba fullad, hogy elfogják a tettest, Alvinnak gyanakszik rá, hogy csak csaliként tartják, és hamis nyomra vezeti a rendőröket. Közben a gyilkos információkat gyűjt Alvin családjáról, és elrabolja a barátnőjét, valamint újszülött gyermekét. Bár Alvin nem tudja, hol rejtőzik az arany, a látszat kedvéért hajlandó elárulni. Mindketten egy lóversenypályára hajtanak, a túszokat pedig egy időzített bombát tartalmazó autóban hagyják. Az egyik lóistállóban Alvin átveri fogvatartóját, és verekedés alakul ki. Alvinnak sikerül elmenekülnie, kiszabadítani feleségét és gyermekét, és a versenypálya területére kormányozni az autót, ahol a bomba felrobban anélkül, hogy bárki másnak baja esne. Röviddel a robbanás után a gyilkos megjelenik mögötte, hogy lelője, de őt viszont az időben megjelenő Clenteen lövi le.
Nem sokkal később Alvin hirtelen megérti Jaster megjegyzését, ami egy könyvvel, A bronxi állatkerttel függ össze, és történetesen egy baseballjátékos írta. Megegyezik a hatóságokkal, hogy kétmillió dollár megtalálói díjat kap a nyomért, ahol az aranyat elrejtették. Az utolsó jelenetben azt látjuk, hogy az aranyat a New York-i Yankee Stadionban találják meg.

## Szereplők
| Szerep         | Színész           | Magyar hangja       | Magyar hangja      |
| Szerep         | Színész           | 1. magyar szinkron  | 2. magyar szinkron |
| -------------- | ----------------- | ------------------- | ------------------ |
| Alvin Sanders  | Jamie Foxx        | Barabás Kiss Zoltán | Fenyő Iván         |
| Edgar Clenteen | David Morse       | Forgács Péter       | Gyabronka József   |
| Jaster         | Robert Pastorelli | Both András         | Barbinek Péter     |
| Bristol        | Doug Hutchison    | Széles László       | Viczián Ottó       |
| Lisa Hill      | Kimberly Elise    | Zsigmond Tamara     | Solecki Janka      |
| Wooly ügynök   | David Paymer      | Imre István         | Izsóf Vilmos       |
| Stevie Sanders | Mike Epps         | Rajkai Zoltán       | Kálid Artúr        |
| Blum ügynök    | Jamie Kennedy     | Kárpáti Levente     | Magyar Bálint      |
| Boyle ügynök   | Nestor Serrano    | Balázsi Gyula       | Varga T. József    |
| Ramundo        | Kirk Acevedo      | Seder Gábor         | n.a                |
| Julio          | Jeffrey Donovan   | Gyurity István      | n.a                |
| Walsh ügynök   | Megan Dodds       | Orosz Anna          | Ősi Ildikó         |

további magyar hangok: Bolla Róbert, Hajtó Aurél, Kapácsy Miklós, Csizmadia Gergely, Karácsonyi Zoltán

## Fogadtatás
A Csali erős negatív kritikát kapott. A Rotten Tomatoes 26%-os minősítést adott 82 vélemény alapján, az összefoglaló szerint: „Bár Jamie Foxx ragyog a Csaliban, a film a zenés videóklip gyökerektől és sablonos forgatókönyvtől szenved, ami megerőlteti a hitelességet.”. A MetaCritic 39 pontot adott a 100-ból 28 értékelés alapján. Charles Savage a The Miami Heraldtól azt írta: „A film kompetens, de nem rendkívüli akció vígjáték.” Stephen Holden a The New York Timestól azt írta: „Miért döntött úgy Foxx úr, aki olyan lenyűgöző volt a Minden héten háború című filmben, hogy egy olyan unalmas és idióta filmet csinál, amely alig felel meg a legalacsonyabb közös nevezőjű szórakoztatás minimális követelményeinek.”
A film kevés bevételt termelt, a Box Office Mojo szerint az 51 millió dolláros költségvetés mellett a kasszába csupán 15 milliót hozott vissza.